# 芬塔爾山

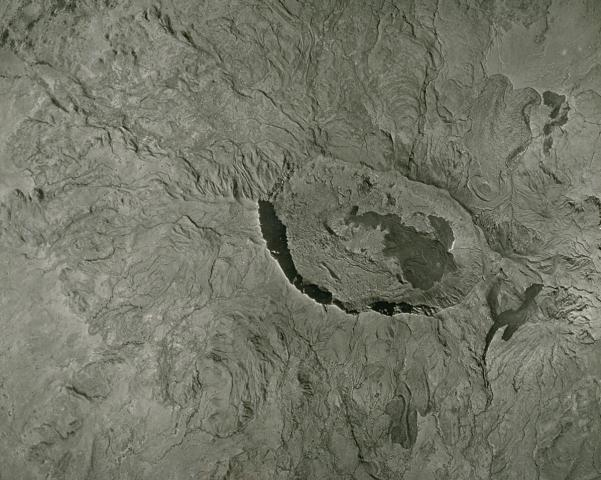

芬塔爾山(英語：Mount Fentale)是埃塞俄比亞的山峰，位於該國中部奧羅米亞州的東施瓦地區，海拔高度2,007米，火山口長4.5公里、寬2.5公里，最近一次火山噴發在1820年發生。